# Calozodion wadei
Calozodion wadei är en kräftdjursart som beskrevs av Gardiner 1973. Calozodion wadei ingår i släktet Calozodion och familjen Metapseudidae. Inga underarter finns listade i Catalogue of Life.